# Atlides cosa
Espèce
Atlides cosa est un papillon de la famille des Lycaenidae, de la sous-famille des Theclinae et du genre Atlides.

## Dénomination
Atlides cosa a été décrit par  William Chapman Hewitson en 1867, sous le nom initial de Thecla cosa.

### Noms vernaculaires
Atlides cosa se nomme Cosa Hairstreak en anglais.

## Description
Atlides cosa est un petit papillon avec une longue fine queue à chaque aile postérieure. Le dessus est de couleur bleu outremer bordé de noir.
Le revers est marron très largement veiné de noir.

## Écologie et distribution
Il réside dans le sud du Brésil.

### Protection
Pas de statut de protection particulier.